# Lloyd Spooner
Pour les articles homonymes, voir Spooner.
Lloyd Spooner (né le 6 octobre 1884 à Tacoma (États-Unis) et mort le 20 décembre 1966 à Zephyrhills (États-Unis), est un capitaine de l'Armée de terre des États-Unis et un tireur sportif américain, quadruple champion olympique de tir.

## Carrière militaire
Il est d'abord premier lieutenant de la 47e division d'infanterie de l'US Army avant d'être promu capitaine en 1924.

## Palmarès aux Jeux olympiques
En une seule édition, Lloyd Spooner décroche sept médailles, ce qui est alors un record partagé avec Willis A. Lee. Cette performance ne sera battue que soixante ans plus tard oar un gymnaste soviétique, Alexander Dityatin.
- Jeux olympiques d'été de 1920 à Anvers (Belgique) :
  -  Médaille d'or en carabine libre par équipes.
  -  Médaille d'or en carabine libre couché à 300 m par équipes.
  -  Médaille d'or en carabine libre à 600 m par équipes.
  -  Médaille d'or en carabine libre à 300+600 m par équipes.
  -  Médaille d'argent en carabine libre debout à 300 m par équipes.
  -  Médaille de bronze en carabine libre à 600 m.
  -  Médaille de bronze en tir au cerf courant coup simple à 100 m par équipes.